# Karutana
I Karutana (o anche Arara do Amazonas, Carútana) sono un gruppo etnico del Brasile che ha una popolazione stimata in circa 300 individui (2000). Parlano la lingua Carutana (D:Urubu-CRU08) e sono principalmente di fede animista.
Vivono a nord-ovest dello stato brasiliano dell'Amazonas, vicino ai Curripaco. Denominazioni alternative: Adaru, Arara, Dzaui (Dzawi), Jauarete (Yawarete Tapuya), Jurupari (Yurupari Tapuya), Mapache, Uadzoli (Wadzoli), Urubu. Sono correlati ai Baniwa.